# Jevgenija Kanajeva
Jevgenija Kanajeva (ruski: Евгения Канаева, Omsk 2. travnja 1990.) ruska ritmička gimnastičarka.

## Natjecanja

### Olimpijske igre
Jevgenija je na Olimpijskim igrama osvojila dvije zlatne medalje u Pekingu 2008. te  Londonu 2012. godine obje medalje su osvojene u disciplini višeboj. Jedina je gimnastičarka koja ima dvije zlatne olimpijske medalje.

### Svjetska prvenstva
Na Svjetskim prvenstvima osvojila je ukupno 18 medalja od toga čak 17 zlata i jedno srebro.  Na Svjetskom prvenstvu 2009. godine u japanskom Mieu Kanajeva je postala prva ritmička gimnastičarka koja je osvojila svih šest zlatnih medalja. Ona je to ponovila i 2011. u Montpellieru osvojivši svih šest zlatnih medalja. 

### Europska prvenstva
Na Europskim prvenstvima osvojila je 14 medalja od čega 13 zlata i jedno srebro.

## Vanjske poveznice
|  | Zajednički poslužitelj ima još gradiva o temi Jevgenija Kanajeva |

- Rezultati ritmičke gimnastike